# Doreen Lindsay
Doreen Lindsay (1934) é uma artista canadiana conhecida pela sua fotografia.

## Infância e educação
Lindsay recebeu um certificado em Belas Artes, Instituto Allende, México, em 1957. Pela Sir George Williams University, Montreal, ela obteve o título de Bacharel em Belas Artes em 1965, seguido de um mestrado em educação artística em 1969.
Lindsay casou-se com o fotógrafo Gabor Szilasi.

## Colecções
O seu trabalho encontra-se incluído nas colecções do Musée national des beaux-arts du Québec e da Galeria Nacional do Canadá.